# Malagur, Krishnarajpet
Malagur là một làng thuộc tehsil Krishnarajpet, huyện Mandya, bang Karnataka, Ấn Độ.